# 凱勒足球俱樂部
凱勒足球俱樂部（Union 05 Football Club De Kayl Tétange）是盧森堡的一家足球俱樂部。主場位於凱勒。球隊參加盧森堡足球國家聯賽的賽事。

## 外部連結
- Union 05 Kayl-TéTange official website（页面存档备份，存于）